# 칼마 (아이오와주)

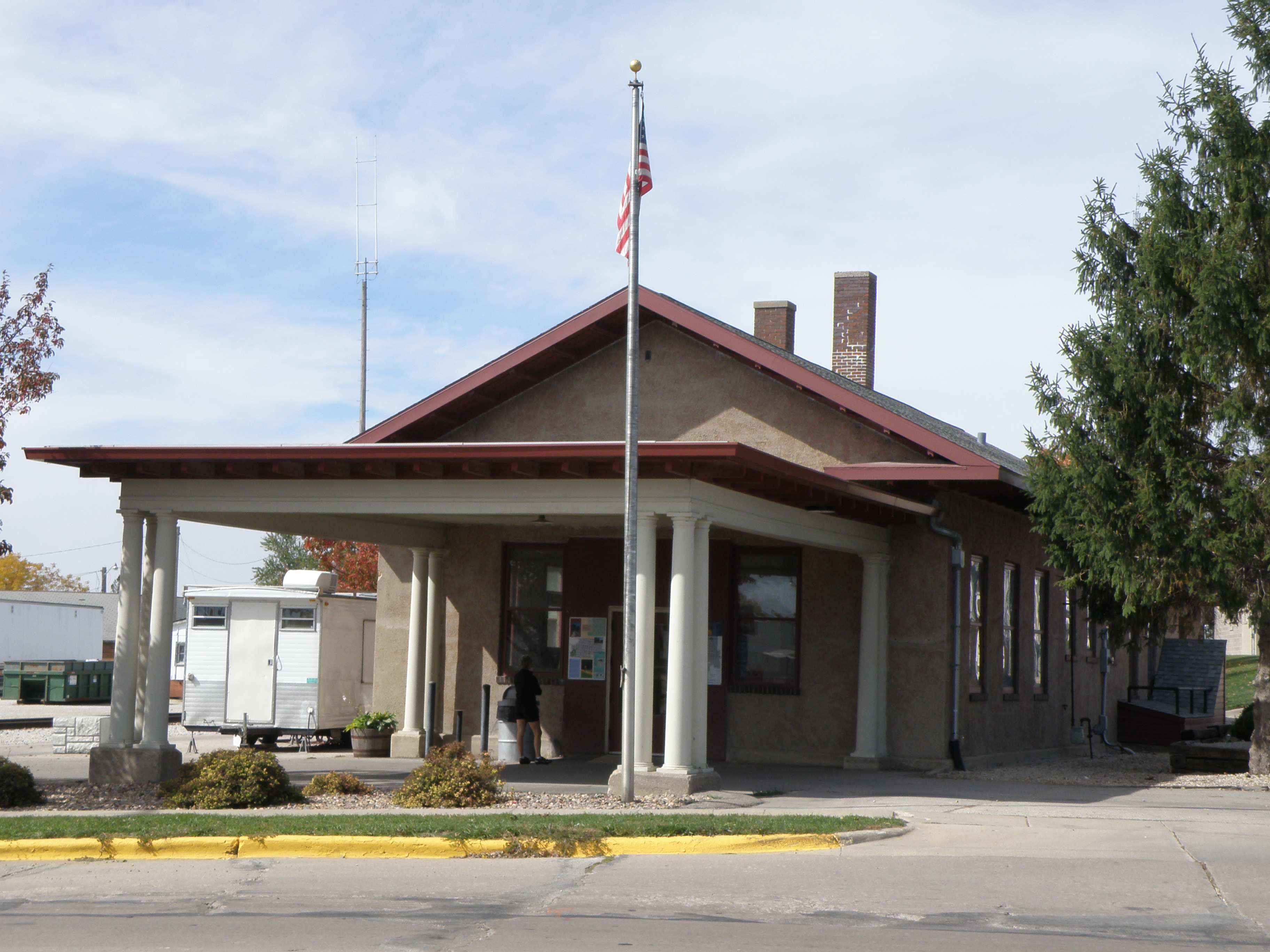

칼마(Calmar)는 미국 아이오와주 위너시크군의 도시이다. 이 지역의 인구 수는 2010년 인구 조사에 따르면 978명이다. U.S. 루트 52와 스테이트 하이웨이 150 및 24의 교차점으로, 두 스테이트 루트는 칼마르에서 끝난다.

## 역사
칼마는 1854년 개척되었다. 칼마의 이름은 스웨덴의 도시 칼마르에서 비롯되었다.
정착은 철로가 세워진 1868년 성장을 경험하였다. 칼마는 1869년 7월 14일 통합되었다.

## 지리
칼마는 북위 43° 10′ 55″ 서경 91° 51′ 59″ / 북위 43.18194°  서경 91.86639°  (43.182054, -91.866446)에 위치해 있다. 미국 통계청에 따르면 이 지역의 총 면적은 2.77km2이며 모두 육지이다.

## 인구
| 연도 | 인구  | ±%     |
| --- | ----- | ------ |
| 1880 | 617   | —      |
| 1890 | 813   | +31.8% |
| 1900 | 1,003 | +23.4% |
| 1910 | 849   | −15.4% |
| 1920 | 1,039 | +22.4% |
| 1930 | 915   | −11.9% |
| 1940 | 903   | −1.3%  |
| 1950 | 937   | +3.8%  |
| 1960 | 954   | +1.8%  |
| 1970 | 1,008 | +5.7%  |
| 1980 | 1,053 | +4.5%  |
| 1990 | 1,026 | −2.6%  |
| 2000 | 1,058 | +3.1%  |
| 2010 | 978   | −7.6%  |
| 2019 | 917   | −6.2%  |
| 출처:“U.S. Census website”. 미국 인구조사국. 2020년 3월 29일에 확인함. and Iowa Data Center 출처: U.S. Decennial Census |       |        |